# Liste des lacs en Zambie
La Liste des lacs en Zambie répertorie la liste non exhaustive des lacs sur le territoire zambien

## Lacs notoires et catégories de lacs présents dans le pays
Il existe en Zambie des lacs artificiels tels ceux de Mulungushi et de Mita Hills au voisinage de Lusaka. Le lac Kariba, est le cinquième plus grand lac artificiel au monde avec 2 412 km2 soit 45% de sa superficie se trouvant en Zambie,.
Le lac Tanganyika de 2000 km² de surface à 6% de sa superficie en Zambie. Le lac Mweru de 2656 km² se trouve à 58% en Zambie.
Les lacs Bangweulu de 2 800 dont 7 050 km2 de marais, Mweru Wa Ntipa, de 300 km² sont entierement sur le territoire de la Zambie. Ces deux lacs sont en zones marécageuses dont 1 200 km2 restent inondés en périodes de pluies.

## Liste des lacs
La lagune de Mofwe n'est pas listé parmi les lacs.